# 耶律古昱
耶律古昱（やりつ こいく、983年 - 1052年）は、遼（契丹）の軍人。字は磨魯菫。

## 経歴
北院林牙耶律突呂不の四世の孫にあたる。開泰年間、烏古敵烈部都監となった。部民の乱が起こると、枢密使耶律世良の下で乱を討ち、功績により西北部の鎮撫を命じられた。部民に植樹や牧畜を教え、数年たたないうちに、部民の多くは富をたくわえるようになった。中京大定府で乱が起こると、古昱は中京巡邏使に任命されて、反乱者をことごとく捕らえた。
開泰4年（1015年）、聖宗が高麗に親征すると、古昱は黄皮室軍を率いて高麗軍を撃破し、御史中丞に累進した。まもなく開遠軍節度使となり、帰徳に駐屯した。太平7年（1027年）、北院大王となった。
重熙21年（1052年）、天成軍節度使に転じ、在官のまま死去した。享年は70。同中書門下平章事の位を追贈された。

## 子女
- 耶律宜新（北院大王）
- 耶律兀没（漢人行宮副部署）

## 伝記資料
- 『遼史』巻92 列伝第22